# Centroscymnus plunketi
Centroscymnus plunketi là một loài cá mập trong họ Dalatiidae, được tìm thấy ở quanh phía nam miền đông Úc, và New Zealand, ở độ sâu giữa 220 và 1.550 m trên thềm lục địa. Loài này dài đến 130 cm.